# Nepidae
Famille
Les Nepidae sont une famille de punaises aquatiques de l'infra-ordre des Nepomorpha. Cette famille comprend notamment les nèpes et les ranatres. Les nèpes sont également appelés scorpions d'eau, à cause de leur forme générale.

## Description
La forme du corps est soit aplatie et ovoïde (Nepinae) soit cylindrique à côté parallèles (Ranatrinae), généralement de couleur brune. La tête est généralement petite, profondément insérées dans le pronotum, à antennes très courtes, généralement à 3 articles, et invisibles par en dessus (insérées sous les yeux), sans ocelles sur le front, avec un rostre à plusieurs segments, des yeux relativement petits. Le scutellum est grand et triangulaire. L'apex de l'abdomen comporte une paire de siphon respiratoire généralement long et filiforme (parfois court), non rétractile. La membrane des ailes comprend de nombreuses cellules. Les pattes sont longues, les antérieures ravisseuses, aux fémurs élargis et rainurés pour accueillir le tibia. Les tarses ne comptent qu'un seul article. Leur taille, moyenne à grande, est de 15 à 45 mm sans le siphon,,. 

## Répartition et habitat
Cette famille est cosmopolite. Au sein des Nepinae, les Curictini sont du Nouveau Monde, et les Nepini plutôt Orientaux, le genre Nepa étant holarctique. Au sein des Ranatrinae, les Austronepini et les Goodnomdanepini sont endémiques d'Australie, et dans les Ranatrini, Cercotmetus se rencontre dans les régions orientale et australasienne, et Ranatra est cosmopolite.  
Elles habitent les eaux calmes. Les Nepa et Curicta se rencontrent dans les bassins peu profonds et boueux ou les cours d'eau calmes avec peu de végétation. Les Ranatra se rencontrent parmi les débris de plantes ou la végétation immergées. Goodnomdanepa se rencontre sous des cailloux dans des cours d'eau peu profonds.  

## Biologie
Il s'agit de punaises prédatrices. On pense qu'elles se nourrissent de larves de moustiques, de têtards, et d'autres invertébrés. Elles chassent avec leurs pattes ravisseuses, puis se servent de leur rostre pour injecter une salive digestive et ensuite aspirer les fluides de leurs proies.  
Elles respirent par un siphon placé à l'apex de l'abdomen et qui fonctionne comme un tuba pointé vers la surface. L'air est stocké entre les ailes et l'abdomen,.  Les Nèpes cendrées pondent hors de l'eau, dans de la mousse ou des végétaux pourrissant. Les œufs ont des filaments aérifères leur permettant une respiration.  

## Galerie

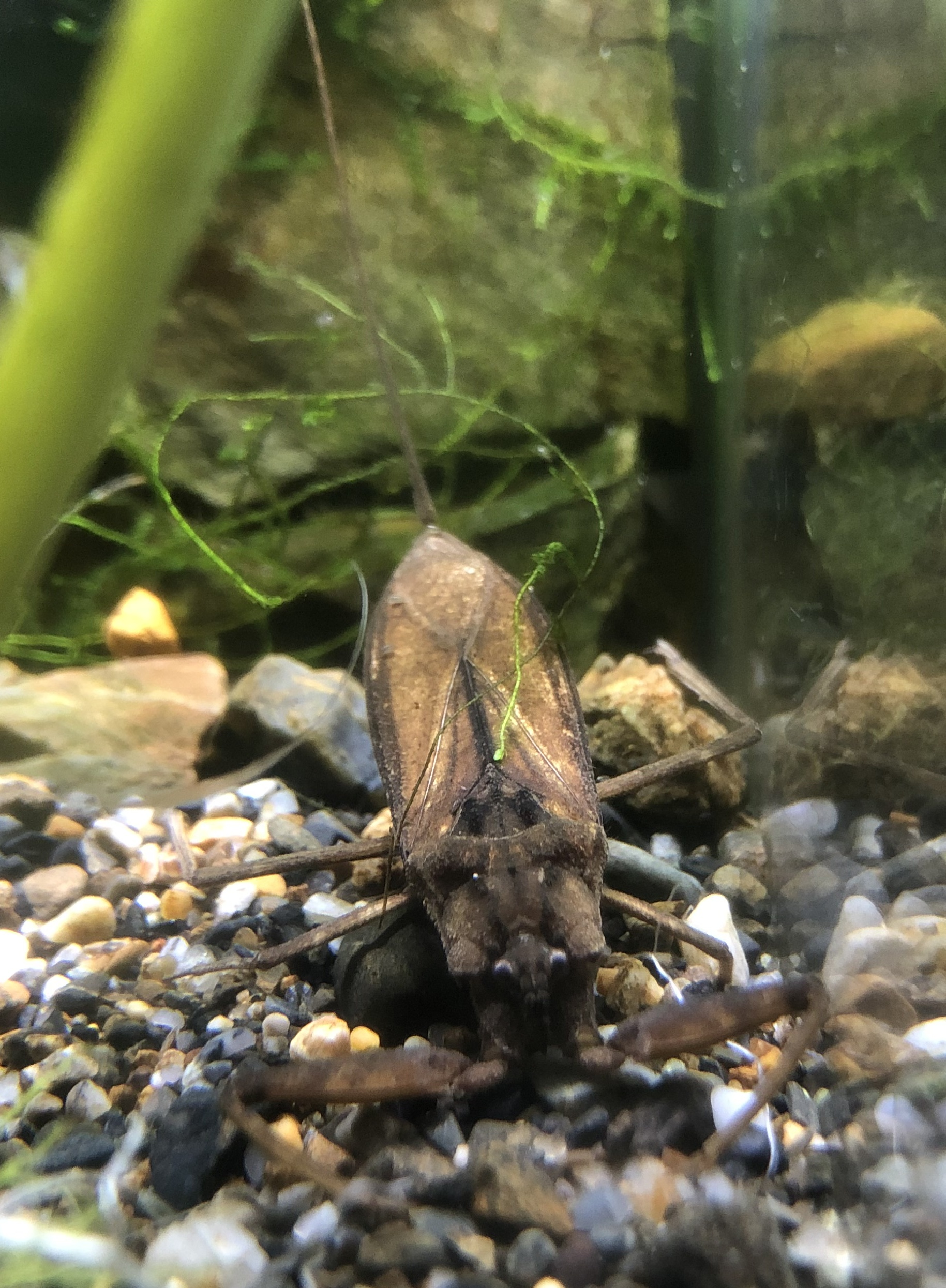
Nepinae: Laccotrephes japonensis, aquarium de Kyoto
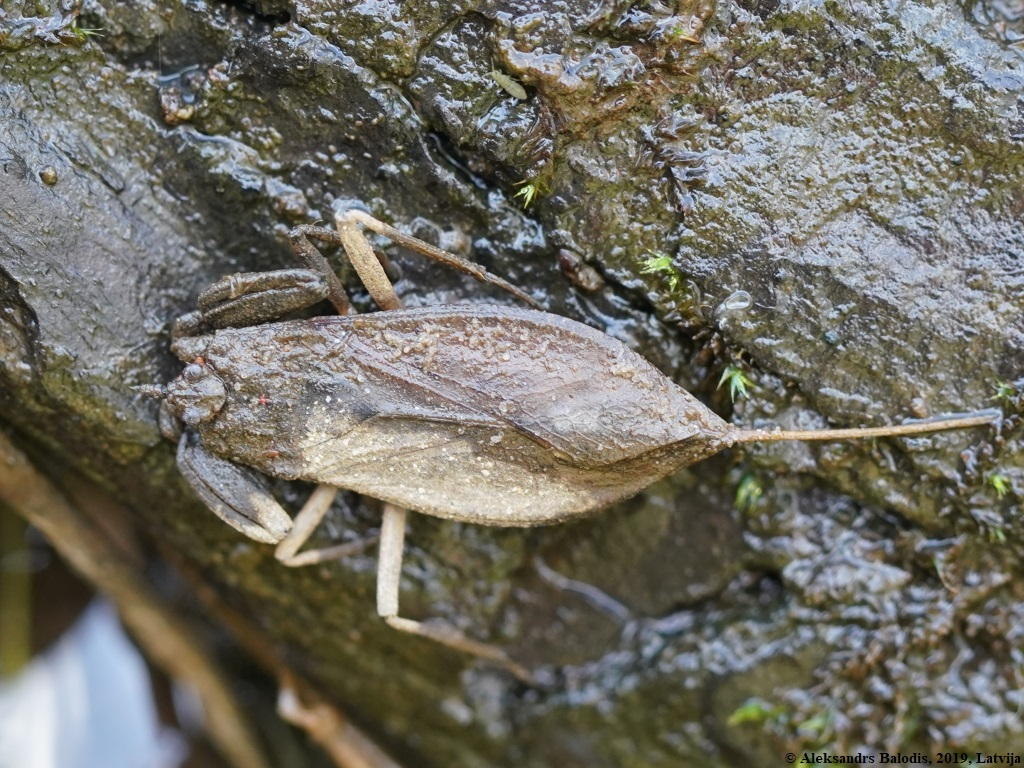
Nepinae: Nepa cinerea
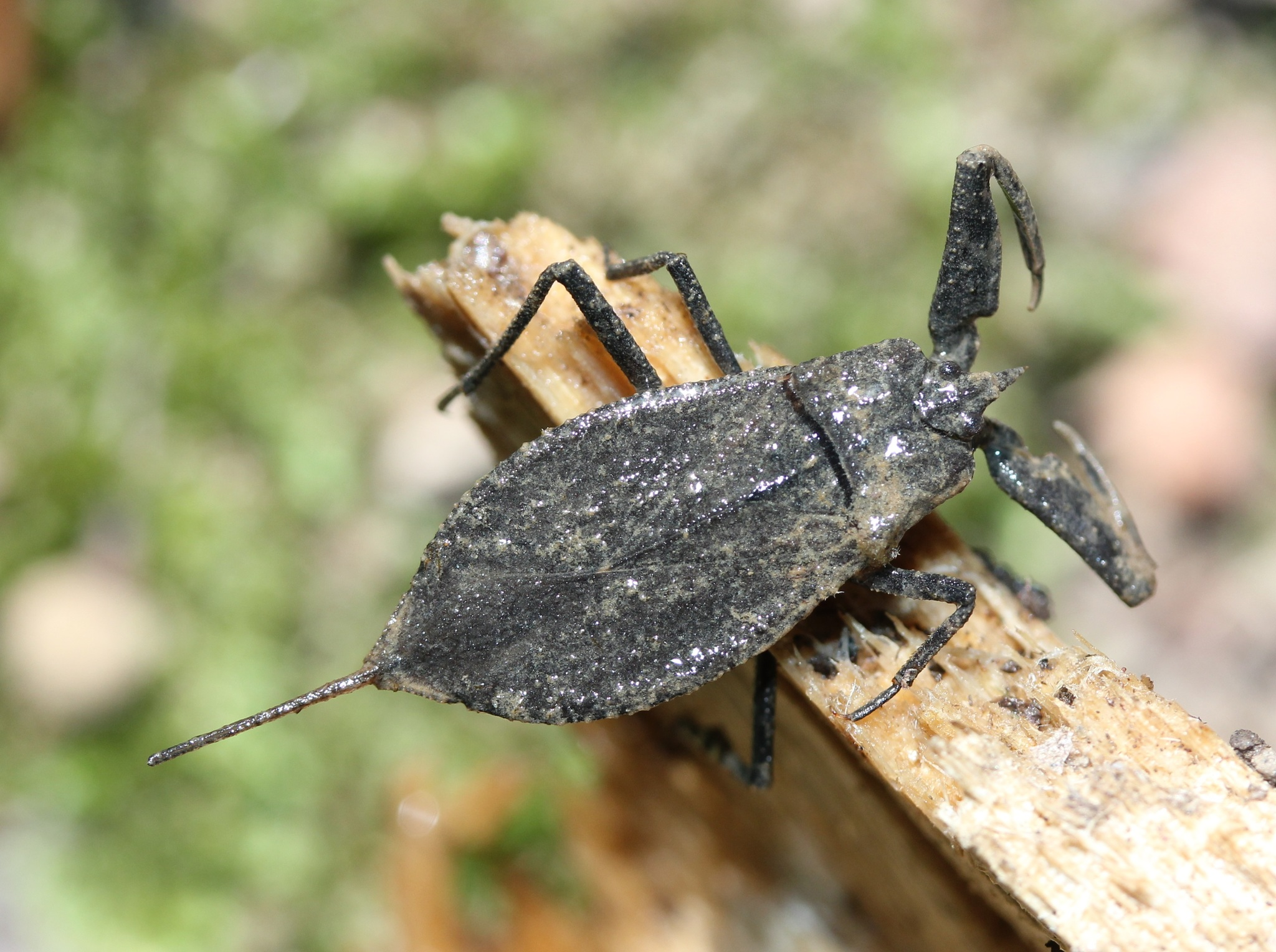
Nepinae: Nepa apiculata, Maryland (USA)
- Ponte de Nepa
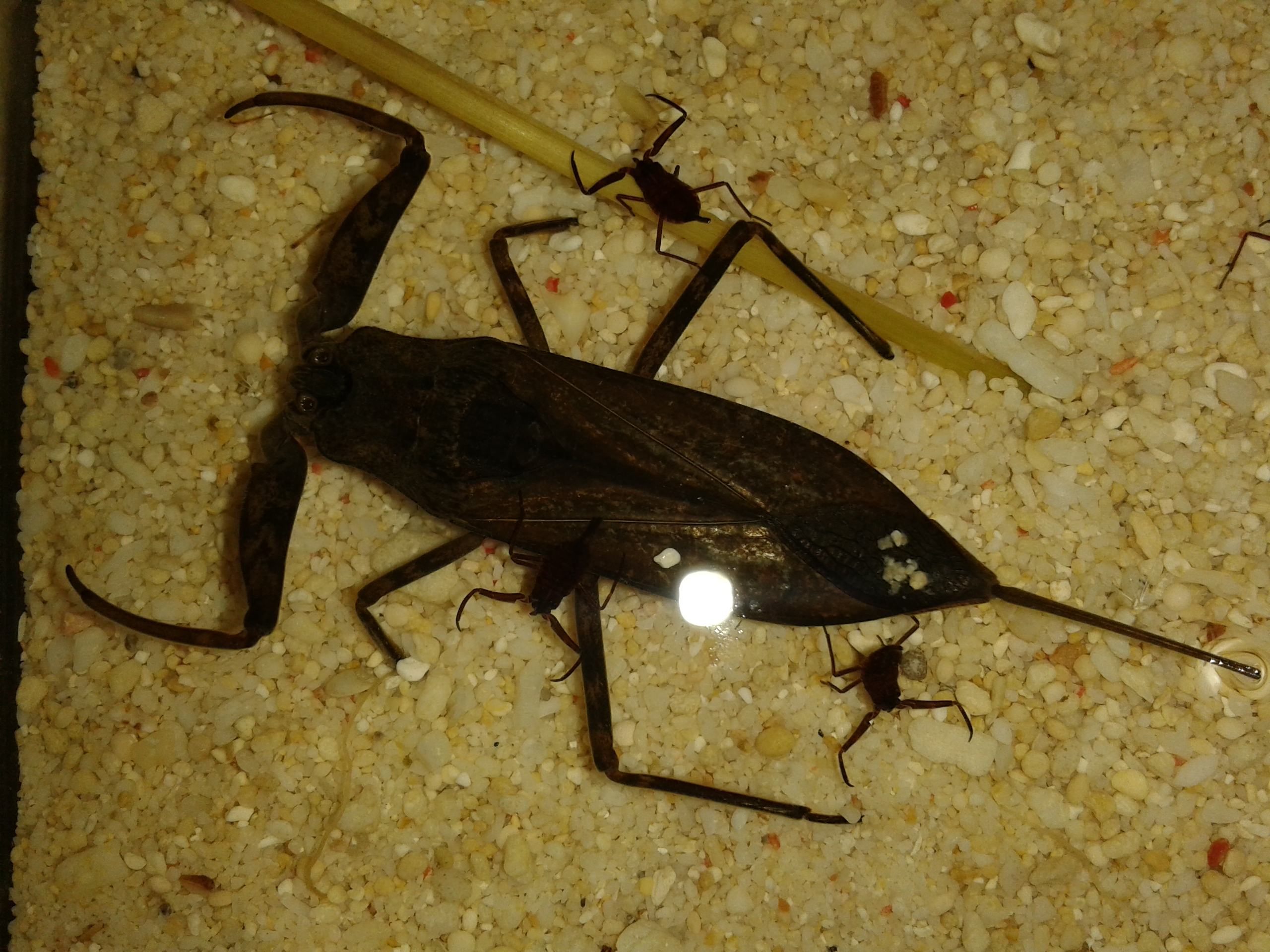
Nepinae avec ses petits
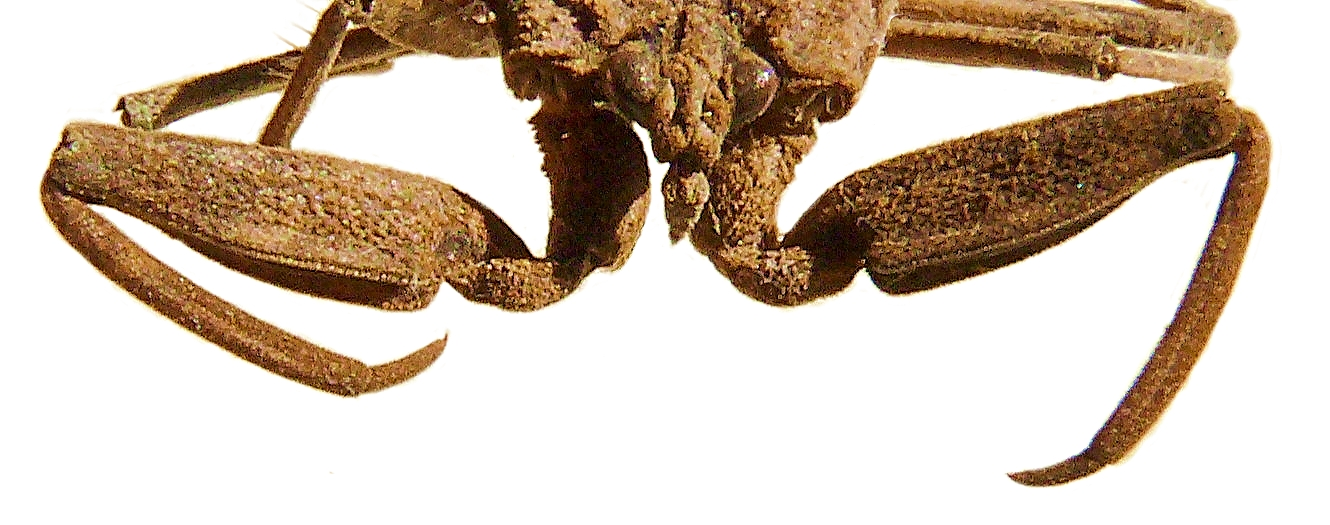
Nepa cinerea: détail des pattes ravisseuses
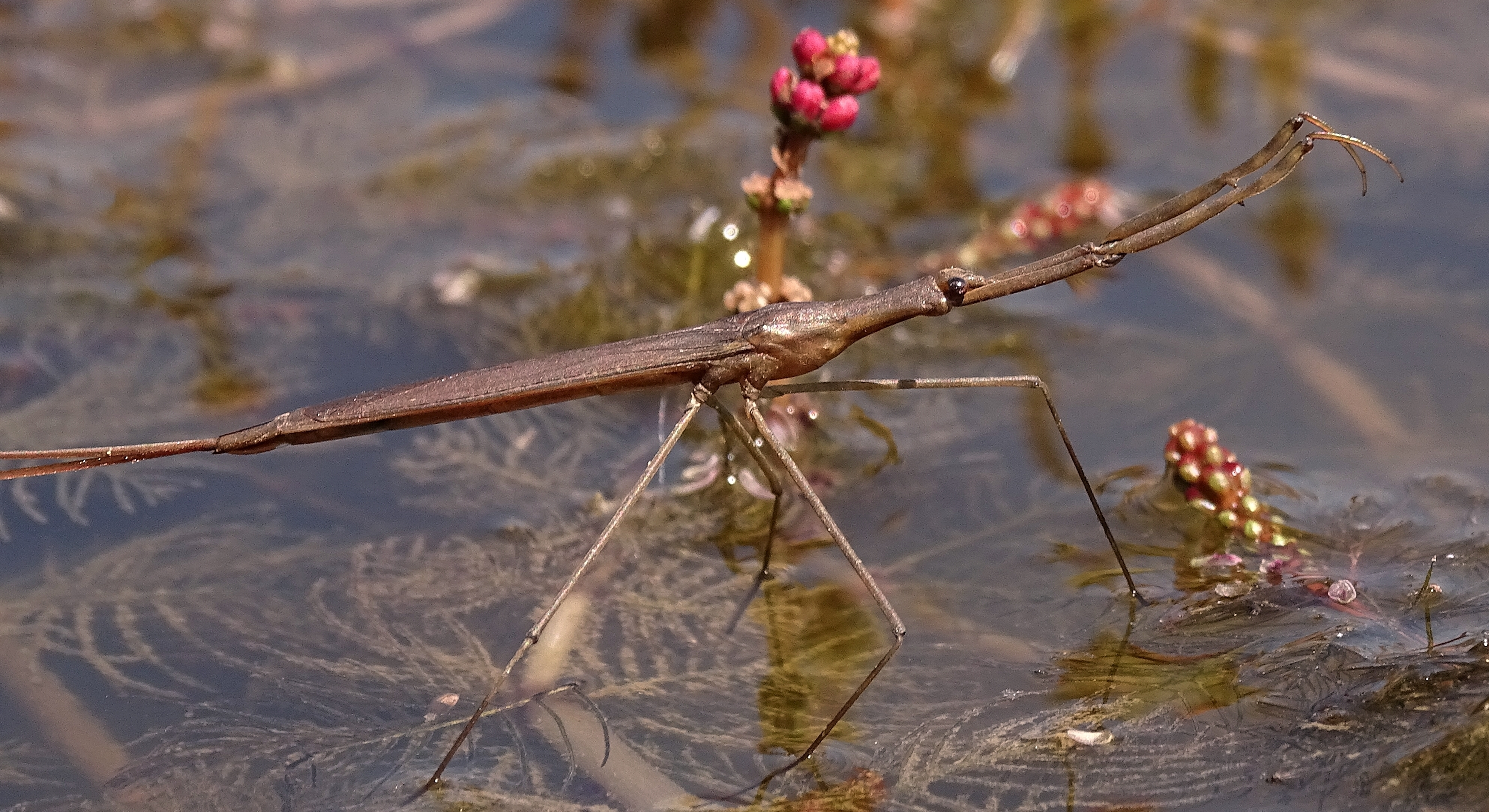
Ranatrinae: Ranatra linearis
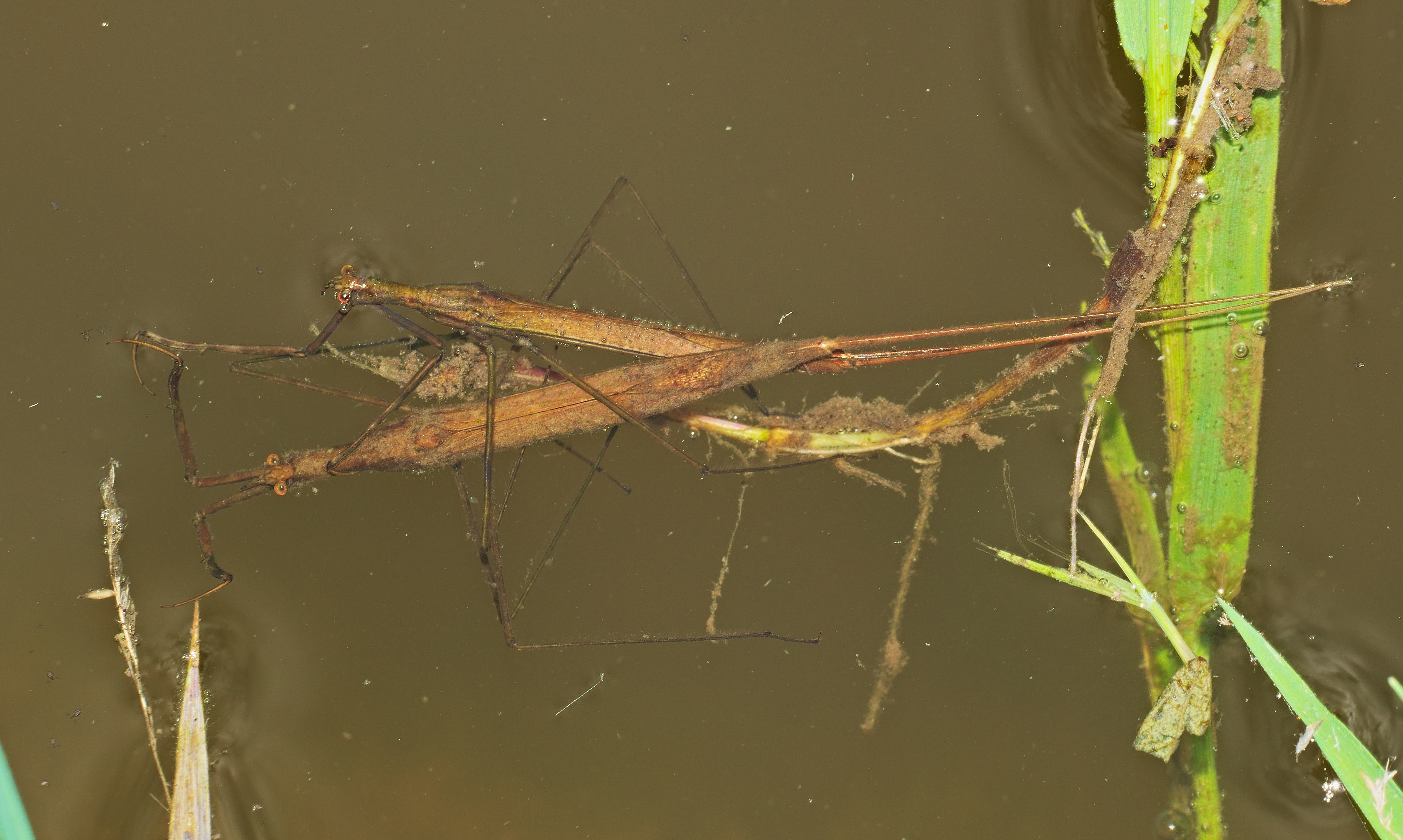
Ranatra linearis, accouplement (Hesse, Allemagne)
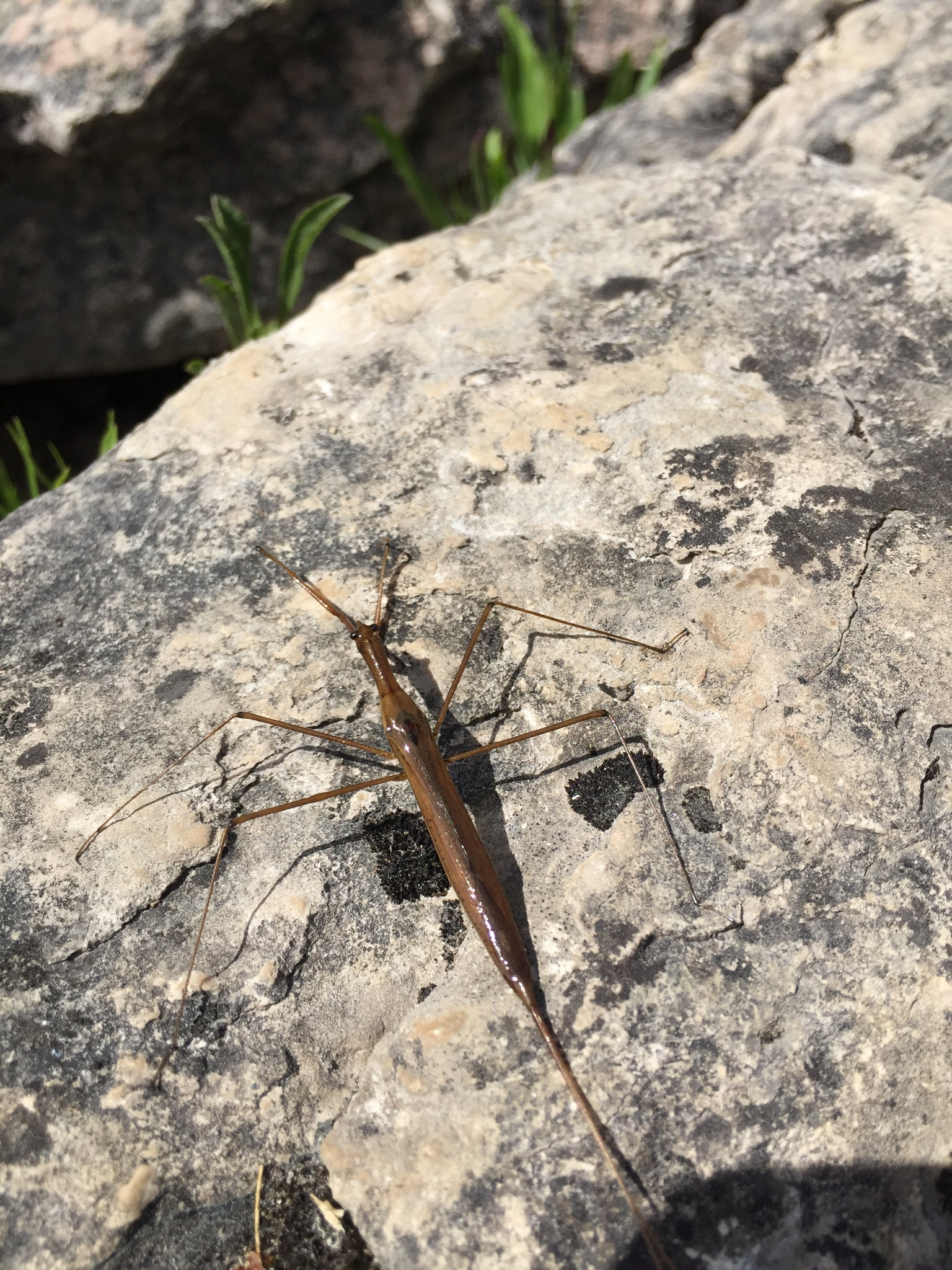
Ranatra fusca, Ontario

## Systématique
Les Nepidae font partie, avec les Belostomidae, de la super-famille des Nepoidea, le groupe considéré comme le plus ancien des Nepomorpha.  
La famille se subdivise en deux sous-familles, les Nepinae et les Ranatrinae, d'apparence très différente. La première compte deux tribus, l'une monotypique avec 19 espèces, l'autre avec 9 genres et 92 espèces. Les Ranatrinae comptent trois tribus, dont deux monotypiques, avec respectivement 1 et 3 espèces, et les Ranatrini, avec deux genres et respectivement 10 et 137 espèces.  

### Étymologie
Le nom « Nepidae » est formé à partir du nom de genre Nepa (donné par Linné), et qui signifie « scorpion » en latin,, par référence à son allure générale similaire (un corps oblong, des pattes antérieures ravisseuses et une « queue », en l’occurrence le siphon respiratoire), ainsi que la capacité à infliger des piqûres douloureuses. Le terme vernaculaire anglais reste d'ailleurs « water scorpion »,soit « scorpion d'eau ».

### Liste des sous-familles, tribus et genres
Selon BioLib (2 avril 2022) :
- sous-famille Nepinae Latreille, 1802
  - tribu Curictini Menke & Stange, 1964
    - genre Curicta Stål, 1861

  - tribu Nepini Latreille, 1802
    - genre Borborophilus Stål, 1865
    - genre Borborophyes Stål, 1870
    - genre Laccotrephes Stål, 1866
    - genre Montonepa Lansbury, 1973
    - genre Nepa Linnaeus, 1758
    - genre Nepella Poisson, 1947
    - genre Nepitella Štys & Jansson, 1988
    - genre Paranepa Poisson, 1965
    - genre Telmatotrephes Stål, 1854
    - genre †Araripenepa Nel & Pella, 2020

  - genre †Cratonepa Jattiot, Bechly, Garrouste & Nel, 2012
- sous-famille Ranatrinae Douglas & Scott, 1865
  - tribu Austronepini Menke & Stange, 1964
    - genre Austronepa Menke & Stange, 1964

  - tribu Goondnomdanepini Lansbury, 1974
    - genre Goondnomdanepa Lansbury, 1974

  - tribu Ranatrini Douglas & Scott, 1865
    - genre Cercotmetus Amyot & Serville, 1843
    - genre Ranatra Fabricius, 1790

### Faune européenne
D'après Fauna Europaea, cette famille possède cinq représentants en Europe, issus des deux sous-familles :
- Nepinae
  - Nepa
    - Nepa anophthalma Décu, Gruia, Keffer & Sarbu, 1994
    - Nepa cinerea Linnaeus, 1758 - la nèpe cendrée
    - Nepa sardiniensis Hungerford, 1928
- Ranatrinae
  - Ranatra
    - Ranatra linearis (Linnaeus, 1758) - la ranatre linéaire
    - Ranatra unicolor Scott, 1874